# Universidad Metropolitana de Ciencias de la Educación
Universidad Metropolitana de Ciencias de la Educación – chilijska uczelnia specjalizująca się w dziedzinie nauk pedagogicznych i znajdująca się w Santiago.

## Historia
Powstał w 1889 roku jako Instytut Pedagogiczny Uniwersytetu Chile. W 1981 roku został przez rząd Augusto Pinocheta Ugarte wydzielony jako osobna uczelnia pod nazwą Akademii Nauk Pedagogicznych w Santiago.
Obecną nazwę otrzymał w 1985 roku. W 2001 roku minister edukacji Mariana Aylwin przedstawiła propozycję powtórnego włączenia uczelni w skład Uniwersytetu Chile, został on jednak odrzucony przez rektora Raúla Navarro.

## Znani absolwenci
- Pedro Aguirre Cerda – prezydent Chile
- Pablo Neruda – poeta, laureat literackiej Nagrody Nobla
- Sergio Villalobos Rivera – historyk